# Alfassi (Niger)
Alfassi (auch: Banizoumbou) ist ein Dorf in der Landgemeinde Torodi in Niger.

## Geographie
Das von einem traditionellen Ortsvorsteher (chef traditionnel) geleitete Dorf liegt an der Staatsgrenze zu Burkina Faso. Es befindet sich rund 80 Kilometer nordwestlich des urbanen Zentrums von Torodi, des Hauptorts der gleichnamigen Landgemeinde und des gleichnamigen Departements Torodi, das zur Region Tillabéri gehört. Zu den Siedlungen in der näheren Umgebung von Alfassi zählen Bolsi im Südosten, Déba im Süden und Kokoloko im Südwesten.
Das Dorf ist Teil der Übergangszone zwischen Sahel und Sudan. Die durchschnittliche jährliche Niederschlagsmenge beträgt hier zwischen 500 und 600 mm.

## Geschichte
Nach einem tödlichen Angriff mutmaßlicher Dschihadisten auf die Siedlungen Kabia, Loudji und Wambila am 4. Februar 2024 gaben die Streitkräfte Nigers an, bei einem Gegenangriff im Sektor Alfassi mehrere Dutzend Terroristen getötet und Teile von deren Infrastruktur zerstört zu haben.

## Bevölkerung
Bei der Volkszählung 2012 hatte Alfassi 568 Einwohner, die in 79 Haushalten lebten. Bei der Volkszählung 2001 betrug die Einwohnerzahl 475 in 50 Haushalten und bei der Volkszählung 1988 belief sich die Einwohnerzahl auf 3277 in 392 Haushalten.

## Wirtschaft und Infrastruktur
In Alfassi wird ein Wochenmarkt abgehalten. Der Markttag ist Freitag. Mit einem Centre de Santé Intégré (CSI) ist ein Gesundheitszentrum im Ort vorhanden. Es gibt eine Schule.